# Ondrup
Ondrup er en lille landsby i Østjylland, der ligger ca. 4 km syd sydvest fra Odder, på det højdedrag som danner nord- og vestgrænsen af den store mose og engstrækning der går fra Norsminde Fjord til Uldrup, ved Horsens Fjord og som afgrænser Hads Herred. Fra byen er der en smuk udsigt over den lavere beliggende østlige del af herredet samt over Kattegat og øerne Fyn, Endelave, Tunø og Samsø.